# 婴儿严重肌阵挛性癫痫
婴儿严重肌阵挛性癫痫（severe myoclonic epilepsy of infancy，SMEI），又称Dravet综合征，是一种癫痫综合征，通常由高温或发热诱发，需用抗惊厥药治疗，发病通常始于婴儿约六个月大时。

## 流行病学
Dravet综合征是一种罕见的遗传疾病，估计每20,000-40,000新生儿中有1例。

## 历史
婴儿严重肌阵挛性癫痫最早于1978年由法国马赛圣保罗中心的精神科医生夏洛特·德拉韦描述，1989年更名为Dravet综合征。维罗纳的贝尔纳多·达拉·贝尔纳迪纳也做了类似描述。